# Ексайтер
Ексайтер (англ. Exciter) — це ефект звукової обробки, який поліпшує якість та яскравість звучання звукового сигналу. Ексайтер може додавати нові високочастотні гармоніки до звуку, що покращує його сприйняття та робить більш «живим» та деталізованим. Це відбувається за рахунок підняття певних частотних діапазонів, зазвичай високих частот, які дають звуку більш світлий та яскравий звук.
Ексайтери можуть мати різні параметри, такі як рівень, частоти підйому, ширина смуги та інші, що дозволяють більш точно настроїти звук. Деякі ексайтери можуть також мати вбудовані функції компресії, дисторшна та інших ефектів, щоб додатково збагатити звучання.
Ефект ексайтера широко використовується в різних галузях звукозапису, включаючи запис вокалу, гітари, ударних інструментів та багатьох інших інструментів та звукових джерел. Він також може використовуватися на цілому міксі, щоб додати загальну яскравість та прозорість звучанню.